# Berkeley in the Sixties – Die Geburt der 68er Bewegung
Berkeley in the Sixties – Die Geburt der 68er Bewegung ist ein US-amerikanischer Dokumentarfilm von Mark Kitchell aus dem Jahr 1990. Die Dokumentation wurde 1991 für den Oscar für den besten Dokumentarfilm nominiert.

## Inhalt
Durch Interviews mit ehemaligen radikalen Studentenführern an der University of California, Berkeley, unterstützt mit Filmaufnahmen aus der Zeit, wird die Zeit der Studentenbewegung in Berkeley von den Protesten gegen Anhörungen des Komitees für unamerikanische Umtriebe 1960, über Antikriegsproteste bis zu den gewaltsamen Unruhen um den People's Park 1969 erzählt.

## Rezeption
Im Filmdienst heißt es zu Berkeley in the Sixties:

„Rückblick auf die Zeit des ungestümen Aufbruchs Ende der 60er Jahre, als die studentische Jugend gegen das Establishment rebellierte und sich am Beginn eines neuen Zeitalters grenzenloser Freiheit sah. Historisch interessant, aber allzu nüchtern und abgeklärt aufbereitet, so daß die Atmosphäre jener Jahre nicht spürbar wird und die Brüche und Widersprüche unter den Träumern und Visionären übersprungen werden.“

Aus Sicht eines Historikers wies Norman S. Cohen auf einige Unzulänglichkeiten des Films hin. So springe der Film von den Protesten gegen das Komitee für unamerikanische Umtriebe 1960 nach 1963 und lasse wichtige Entwicklungen damit aus. Das Konzentrieren auf fünfzehn damalige Führer, die sich noch immer Mitte-Links einordneten, ließe den Eindruck entstehen, dass es eine Bewegung von Führern wie ihnen gewesen sei. Die Beteiligung gewöhnlicher Leute, die gegen Rassismus, Verarmung und den Vietnamkrieg waren würden vernachlässigt. Die Frauenbewegung sei wohl nachträglich zugefügt worden und werde bestenfalls oberflächlich behandelt.

## Nominierungen und Auszeichnungen
- International Documentary Association 1990: IDA Distinguished Documentary Achievement Award[3]
- Sundance Film Festival 1990: Publikumspreis[4]
- Oscars 1991: Nominierung als bester Dokumentarfilm. Der Oscar ging an Barbara Kopple und Arthur Cohn für American Dream.[5]